# Prajñāpāramitā-sūtra

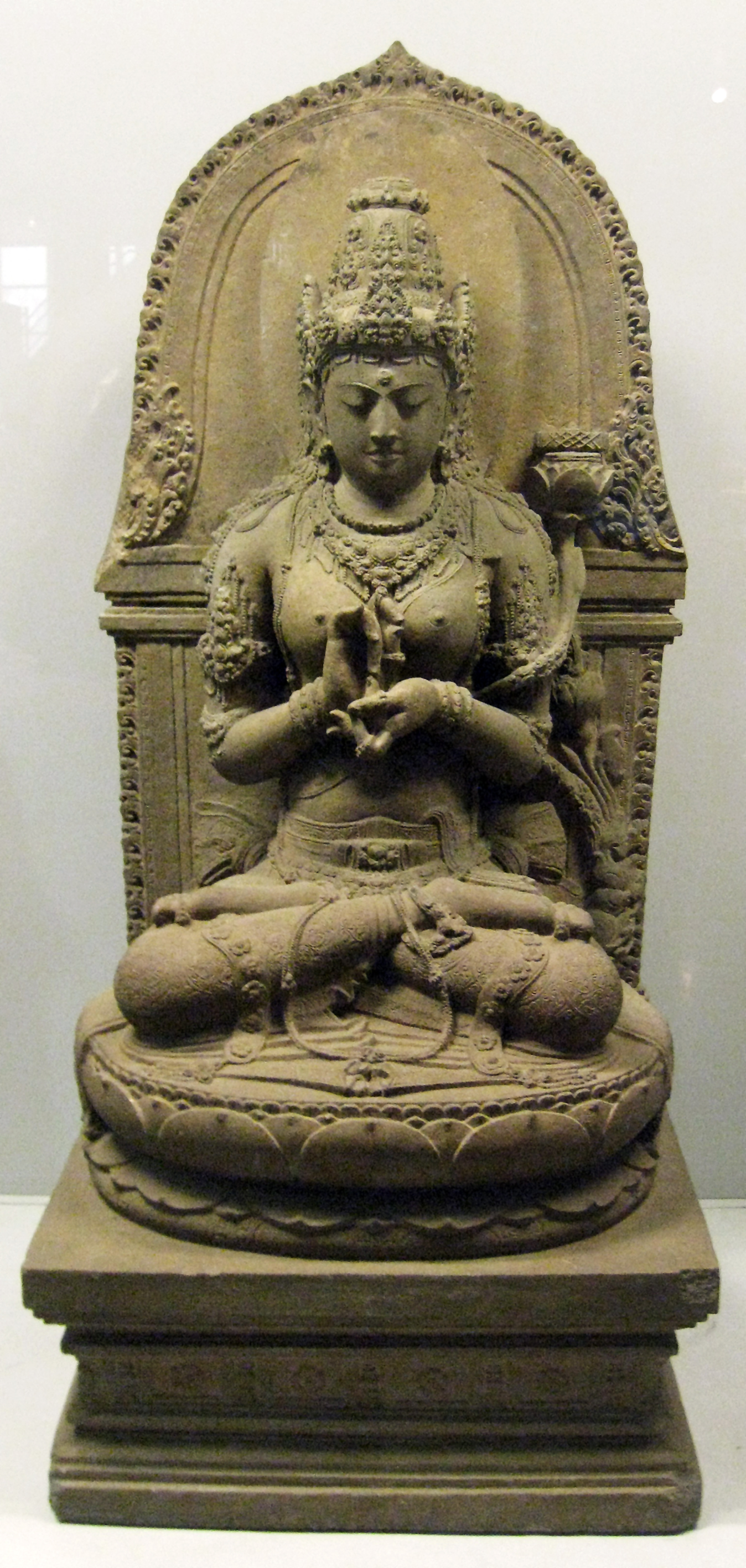
Estatua de Prajñāpāramitā, diosa de la sabiduría transcendental en Singhasari, Java oriental.

Los Sutras de la Perfección de la Sabiduría o Sutras Prajñāpāramitā son un género de escrituras del budismo Mahāyāna que tratan del tema de la Perfección de la Sabiduría.
El término sánscrito prajñā pāramitā se traduce como Perfección de la Sabiduría y es uno de los aspectos de la personalidad de un bodhisattva, llamados en conjunto Pāramitās. El término Prajñāpāramitā sólo nunca se refiere a un texto específico, sino al tipo de literatura.
Los Sutras Prajñaparamita incluyen el Sutra del corazón, el Sutra del diamante, el Sutra de la guirnalda y el Sutra del loto.

## Etimología
El término se traduce en varios idiomas como sigue: en devánagari: प्रज्ञापारमिता, en tibetano: Shes-rab-pha-rol-phyin ་ཤེས་རབ་ཕ་རོལ་, chino: 般若波羅蜜多/般若波罗蜜多, pinyin: bō'rě-bōluómìduō, japonés: hannya-haramitta (般若波羅蜜多?), coreano: banya-paramilda (般若波羅蜜多/반야파라밀다), vietnamita: Bát Nhã Ba La Mật Đa.

## Historia
De los sutras de la prajnaparamita, el más antiguo que se conoce es el Aṣṭasāhasrikā Prajñāpāramitā Sūtra o Perfección de la sabiduría en 8.000 líneas, que fue escrito probablemente hacia el año 100 a. C. y es uno de los más antiguos sutras mahayana. En los dos siglos posteriores fue compilándose gradualmente más material. Además del sutra en sí, hay un sumario en verso, el Ratnaguṇasaṁcaya Gāthā, que se cree anterior ya que no está escrito en sánscrito literario estándar.
Entre los años 100 y 400 d. C., este texto se fue expandiendo apareciendo versiones mayores, con 10.000, 18.000 , 25.000 y 100.000 líneas, llamadas colectivamente la Gran Perfección de la Sabiduría. Estos pueden diferir con mucho en la extensión dependiendo si se utilizan abreviaturas o no en sus listas, pero el resto del texto no varía entre las diferentes versiones. Ya que estas últimas eran difíciles de manejar, más tarde se realizaron resúmenes y versiones más cortas, entre los años 300 y 600 d. C. Las versiones más cortas incluyen el Sutra del corazón (Prajñāpāramitā Hṛdaya Sūtra ) y el Sutra del diamante (Prajñāpāramitā Vajracchedikā Sūtra). Estos dos son muy populares y han tenido una influencia enorme en el desarrollo del budismo mahāyāna.
Las versiones tántricas de la literatura prajnaparamita se escribieron a partir del siglo VI.